# Кодорі
Кодо́рі, або Кодр, (груз. კოდორი, абх. Кәдры) — одна з двох найбільших річок Абхазії (друга річка — Бзиб). Довжина 105 км. Формується при зливанні разом річок Сакен і Гвандра.
У басейні річки розташований Псху-Гумістинський заповідник.